# Ralf Ehrenbrink
Ralf Ehrenbrink (Bielefeld 29 augustus 1960) is een voormalig Duits ruiter gespecialiseerd in Eventing. Ehrenbrink nam driemaal deel aan de Olympische Zomerspelen in 1988 won hij met de West-Duitse eventingploeg de landenwedstrijd, vier jaar later won hij de bronzen medaille in de landenwedstrijd. Vier jaar later nam Ehrenbrink alleen deel in de landenwedstrijd waarin hij uitviel, de ploeg eindigde als negende. Op de Wereldruiterspelen 1994 veroverde Ehrenbrink de bronzen medaille in de landenwedstrijd.

## Resultaten
- Olympische Zomerspelen 1988 in Seoel uitgevallen individueel eventing met Uncle Todd
- Olympische Zomerspelen 1988 in Seoel  landenwedstrijd eventing met  	Uncle Todd
- Olympische Zomerspelen 1992 in Barcelona 34e individueel eventing met Kildare
- Olympische Zomerspelen 1992 in Barcelona  landenwedstrijd eventing met Kildare
- Wereldruiterspelen 1994 in Den Haag 30e individueel eventing Kildare
- Wereldruiterspelen 1994 in Den Haag  landenwedstrijd eventing Kildare
- Olympische Zomerspelen 1996 in Atlanta 9e landenwedstrijd eventing met Connection L

1912: Nordlander, Adlercreutz, Casparsson,  Horn af Åminne ·
1920: Mörner, Lundström, von Braun,  Dyrsch ·
1924: Van der Voort van Zijp, Pahud de Mortanges, De Kruijff,  Colenbrander ·
1928: Pahud de Mortanges, De Kruijff, Van der Voort van Zijp ·
1932: Thomson, Chamberlin, Argo ·
1936: Stubbendorf, Lippert, von Wangenheim ·
1948: Henry, Anderson, Thomson ·
1952: von Blixen-Finecke, Stahre, Frölén ·
1956: Weldon, Rook, Hill ·
1960: Morgan, Lavis, Roycroft ·
1964: Checcoli, Angioni, Ravano ·
1968: Allhusen, Meade, Jones ·
1972: Meade, Gordon-Watson, Parker, Phillips ·
1976: Coffin, Plumb, Davidson, Tauskey ·
1980: Blinov, Salnikov, Volkov, Rogosjin ·
1984: Plumb, Stives, Fleischmann, Davidson ·
1988: Erhorn, Baumann, Kaspareit, Ehrenbrink ·
1992: Green, Rolton, Hoy, Ryan ·
1996: Schaeffer, Rolton, Hoy, Dutton ·
2000: Dutton, Hoy, Tinney, Ryan ·
2004: Boiteau, Lyard, Courrèges, Teulère, Touzaint ·
2008: Thomsen, Ostholt, Dibowski, Klimke, Romeike ·
2012: Auffarth, Jung, Klimke, Schrade, Thomsen ·
2016: Laghouag, Lemoine, Nicolas, Vallette ·
2020: Collett, McEwen, Townend ·
2024: Canter, Collett, McEwen